# Ikarus
Pour l’article homonyme, voir Ikarus (homonymie).
Cet article concerne l'entreprise hongroise. Pour l'entreprise serbe, voir Ikarbus Beograd.
Ikarus est un constructeur de bus et trolleybus hongrois fondé en 1895. L'entreprise s'appelait jusqu'en 1949 Uhri Imre Kovács- és Kocsigyártó Üzeme (« Usine des forges et de l'atelier automobile d'Imre Uhri »).

## Histoire

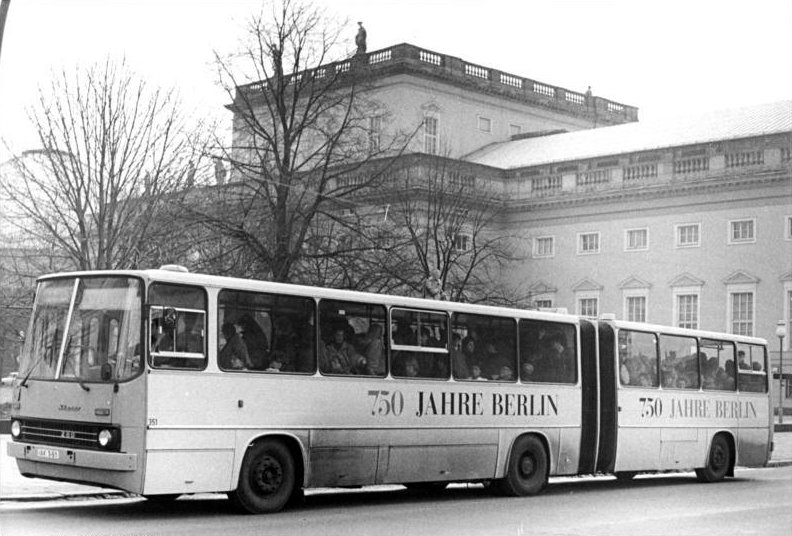
Ikarus 280

L'entreprise a été créée en 1895 et commença son activité avec la construction d'automobiles. Après la Première Guerre mondiale, elle fut contrainte d'arrêter toute production par manque de commandes. Elle ne reprendra qu'en 1935 et connaitra une forte activité durant la Seconde Guerre mondiale. En 1949, la société s'associe avec la société Ikarus Gép és Fémgyár Rt, un constructeur d'avions.
Ce n'est qu'à partir de 1955 qu'Ikarus s'engagea dans la fabrication d'autobus à grande échelle avec la volonté de vendre ses modèles aussi sur les marchés étrangers d'Europe orientale, en Chine et en Égypte. À partir des années 1970, la croissance de l'entreprise est très importante et ce, jusqu'en 2007.
En fin d'année 1999, la société est incorporée dans le groupe italo-français Irisbus. En 2001, Irisbus passe entièrement sous la coupe IVECO qui revendra Ikarus en février 2006 au groupe hongrois Műszertechnika. Pendant plusieurs décennies, Ikarus a collaboré avec Ganz Transelektro, rachetée par Škoda Holding et renommée Ganz-Skoda.
L'"Ikarus série 200", qui fut fabriqué en très grand nombre, 15.000 autobus par an, permit à Ikarus de devenir, à cette époque, le plus important constructeur d'autobus au monde. Rien qu'en (ex) DDR (République Démocratique Allemande - Allemagne de l'Est) Ikarus a vendu 30.000 autobus en 1990. Les autobus de la marque ont été assemblés en pièces détachées (CKD) dans tous les pays liés par le Pacte de Varsovie

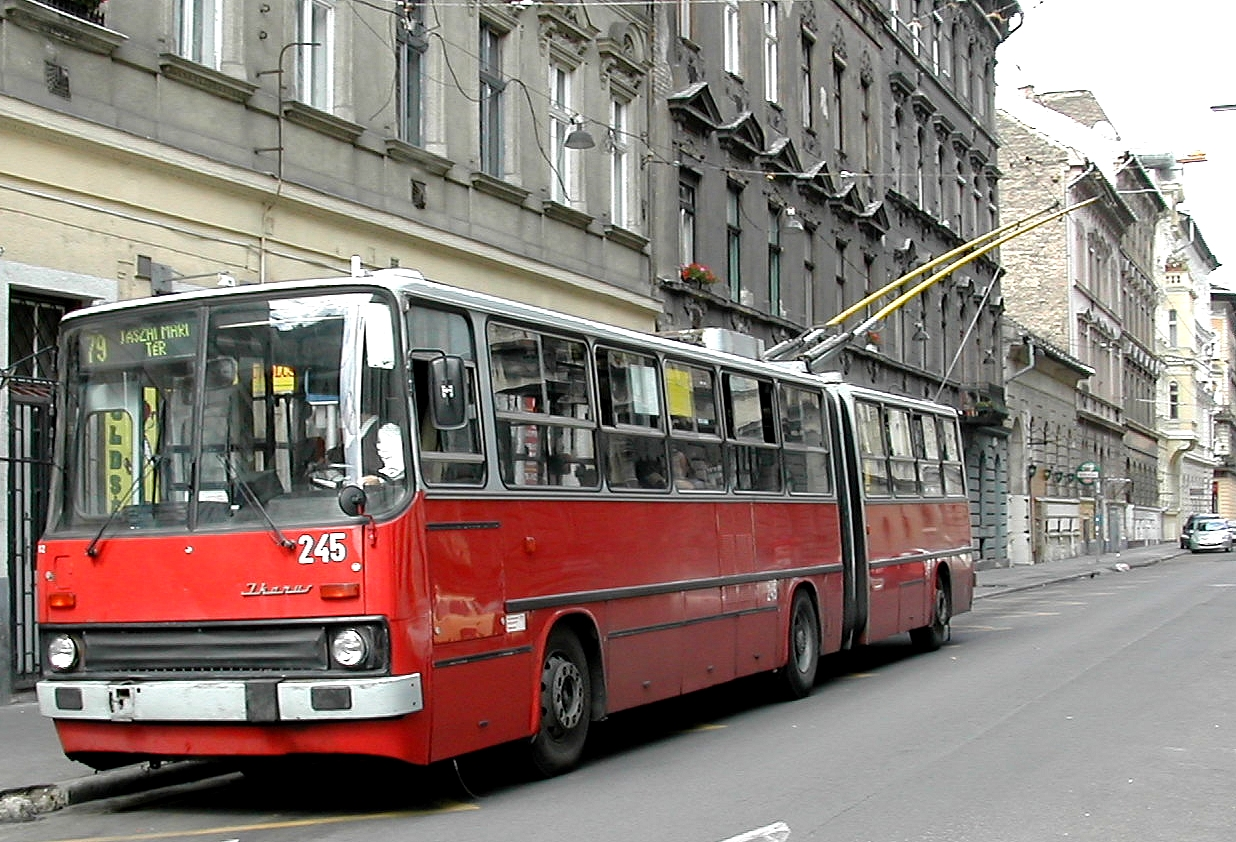
Trolleybus Ikarus à Budapest

Les trolleybus ont été construits avec l'aide, pour la partie électrique, du constructeur hongrois Ganz (Type TK101 de 150 kW) avec des composants Brown, Boveri & Cie (Type 4ELO 2052K de 169 kW).
Entre 1999 et février 2006, Ikarus a fait partie d'Irisbus, puis vendue au groupe hongrois Műszertechnika. Le 11 décembre 2007, la société dépose son bilan puis est déclarée en faillite, toutes ses fabrications sont arrêtées.

## Ikarusbus la renaissance
Une nouvelle société redémarre en 2010 Ikarusbus qui produit les modèles E127, V134 (Midibus) et V187 (autobus articulé). En liaison avec son partenaire Rába, Ikarusbus a présenté à Budapest en 2010, une nouvelle gamme de modèle conforme à la norme Euro 5. Depuis sa création et jusqu'en 2010, Ikarus a vendu environ 100.000 autobus dans le monde.

## Les modèles produits
| Modèles | Position du moteur | Type                    | Longueur | Notes                                                | Image |
| ------- | ------------------ | ----------------------- | -------- | ---------------------------------------------------- | ----- |
| 30      | avant              | autobus                 |          |                                                      |       |
| 31      | avant              |                         | 8,5 m    |                                                      |       |
| 55      | arrière            | autocar                 | 11,4 m   |                                                      |       |
| 60      | avant              | trolleybus              | 9,4 m    |                                                      |       |
| 66      | arrière            | suburbain               | 11,4 m   |                                                      |       |
| 180     | central            | autobus urbain articulé | 16,5 m   | version articulée de l'Ikarus 556                    |       |
| 190     | arrière            | autobus suburbain       | 11,0 m   | standard ouest allemand - 1973–83                    |       |
| 194     | central            | autobus suburbain       |          | sur châssis Volvo B10M                               |       |
| 196     | central            | autobus suburbain       |          | sur châssis Volvo B10M                               |       |
| 196.02  | central            | autobus articulé        | 18,0 m   | sur châssis Volvo                                    |       |
| 196.03  | arrière            | autobus articulé        | 18,0 m   | sur châssis Scania, 1984                             |       |
| 208     | arrière            | midibus suburbain       | 8,5 m    |                                                      |       |
| 210     | arrière            | autocar                 |          |                                                      |       |
| 210     | arrière            | suburbain               |          |                                                      |       |
| 211     | arrière            | autocar midi            | 8,5 m    | nombreux composants provenant du camion IFA W 50     |       |
| 212     | arrière            | autocar midi            | 8,5 m    |                                                      |       |
| 216     | arrière            | autocar midi            | 8,9 m    |                                                      |       |
| 220     | arrière            | autobus suburbain       | 9,6 m    | 1 prototype                                          |       |
| 230     | arrière            | autocar                 |          |                                                      |       |
| 240     | arrière            | autobus suburbain       |          |                                                      |       |
| 242     | arrière            | autobus suburbain       | 11,0 m   | 1 prototype                                          |       |
| 246     | arrière            | autobus suburbain       | 12,0 m   | 1 prototype                                          |       |
| 250     | arrière            | autocar                 | 12,0 m   | produit en grande quantité                           |       |
| 252     | arrière            | autocar                 | 11,0 m   |                                                      |       |
| 255     | arrière            | interurbain             | 11,0 m   |                                                      |       |
| 256     | arrière            | autocar                 | 11,0 m   |                                                      |       |
| 260     | central            | autobus urbain          | 11,0 m   | 1971-2002 : 72.547 ex. produits                      |       |
| 260T    | central            | trolleybus              | 11,0 m   | 2 exemplaires fabriqués pour Budapest et Weimar      |       |
| 261     | central            | autobus urbain          | 11,0 m   | conduite à droite                                    |       |
| 263     | central            | autobus urbain          | 12,0 m   | modèle Ikarus 260 transformé en 12,0 m               |       |
| 266     | arrière            | autobus suburbain       | 11,0 m   |                                                      |       |
| 280     | central            | autobus articulé        | 16,5 m   |                                                      |       |
| 280E    | central            | trolleybus articulé     | 16,5 m   |                                                      |       |
| 280T    | central            | trolleybus articulé     | 16,5 m   | matériel électrique de traction Ganz Transelektro    |       |
| 281     | central            | autobus articulé        | 16.5 m   | conduite à droite                                    |       |
| 282     | central            | autobus articulé        | 18 m     |                                                      |       |
| 283     | central            | autobus articulé        | 18 m     |                                                      |       |
| 284     | arrière            | autobus articulé        | 17.9 m   |                                                      |       |
| 286     | central            | autobus articulé        | 18,2 m   | 2,59 m de large pour les USA - voir Crown-Ikarus 286 |       |
| 290     | avant              | autobus pour aéroports  | 14 m     |                                                      |       |
| 293     | central            | double articulation     | 22,6 m   | prototype                                            |       |
| 303     | arrière            | autocar                 | 8,7 m    | 9 prototypes fabriqués                               |       |
| 311     | avant              | autocar                 | 8,5 m    | 1957–72                                              |       |
| 380NE   | arrière            | autocar                 | 12,0 m   | 1 prototype construit                                |       |
| 410NE   | arrière            | autobus urbain          | 11,4 m   | prototype                                            |       |
| 440NE   | arrière            | autobus urbain          | 11,0 m   | 1 prototype construit                                |       |
| 553     | avant              | minibus                 |          |                                                      |       |
| 556     | central            | autobus urbain          | 10,9 m   |                                                      |       |
| 620     | avant              | autobus urbain          | 9,4 m    |                                                      |       |
| 630     | avant              | interurbain             | 9,4 m    |                                                      |       |
| 695     | central            | autobus articulé        | 17,9 m   |                                                      |       |

### Modèles récents
| Modèle      | Type                                 | Longueur    | Notes                                | Image |
| ----------- | ------------------------------------ | ----------- | ------------------------------------ | ----- |
| 405         | autobus urbain                       | 7,0 m       |                                      |       |
| 411         | autobus urbain plancher bas          | 11,0 m      |                                      |       |
| 412         | autobus urbain plancher bas          | 11,9 m      |                                      |       |
| 412T        | trolleybus                           | 11,9 m      | Equipement électrique Ganz - Ansaldo |       |
| 415         | autobus urbain                       | 11,4 m      |                                      |       |
| 415T        | trolleybus                           | 11,5 m      |                                      |       |
| 417         | autobus urbain articulé plancher bas | 17,6 m      | 30 exemplaires produits              |       |
| 435         | autobus urbain articulé              | 17,8 m      |                                      |       |
| 438         | autobus articulé                     | 17,9 m      | 1 prototype                          |       |
| 480         | autobus urbain                       | 11,7 m      | sur châssis DAF SB220                |       |
| 481         | autobus urbain plancher bas          | 12,0 m      | sur châssis DAF SB220LF              |       |
| 489         | autobus urbain plancher bas          | 12,0 m      | Polaris                              |       |
| EAG E91     | minibus urbain                       | 7,9 m       |                                      |       |
| EAG E92     | autobus urbain midi                  | 9,0 m       | 1 prototype                          |       |
| EAG E94     | autobus urbain                       | 12,0 m      |                                      |       |
| EAG E94G    | autobus articulé                     | 18,0 m      | quelques unités produites            |       |
| EAG E95     | autobus interurbain                  | 12,0 m      |                                      |       |
| EAG E97     | autocar highdecker                   | 12,0 m      |                                      |       |
| EAG E98     | autocar                              | 12,0 m      |                                      |       |
| EAG E99     | autocar GT à 2 étages                | 12,0/12,6 m |                                      |       |
| E127 / 127E | autobus suburbain plancher bas       | 12,725 m    |                                      |       |
| V127 / 127V | autobus urbain plancher bas          | 12.7 m      |                                      |       |
| E134 / 134E | autobus suburbain plancher bas       | 13,4 m      |                                      |       |
| V134 / 134V | autobus urbain plancher bas          | 13,4 m      |                                      |       |
| V187 / 187V | autobus articulé plancher bas        | 18,75 m     | 1 exemplaire de pré-production       |       |